# Neoparacondylactis
Neoparacondylactis is een geslacht van zeeanemonen uit de familie van de Actiniidae.

## Soort
- Neoparacondylactis haraldoi Zamponi, 1974